# Romulea flexuosa
Romulea flexuosa är en irisväxtart som beskrevs av Friedrich Wilhelm Klatt. Romulea flexuosa ingår i släktet Romulea och familjen irisväxter. Inga underarter finns listade i Catalogue of Life.